# Astragalus limprichtii
Astragalus limprichtii är en ärtväxtart som beskrevs av Oskar Eberhard Ulbrich. Astragalus limprichtii ingår i släktet vedlar, och familjen ärtväxter. Inga underarter finns listade i Catalogue of Life.